# Camelaria

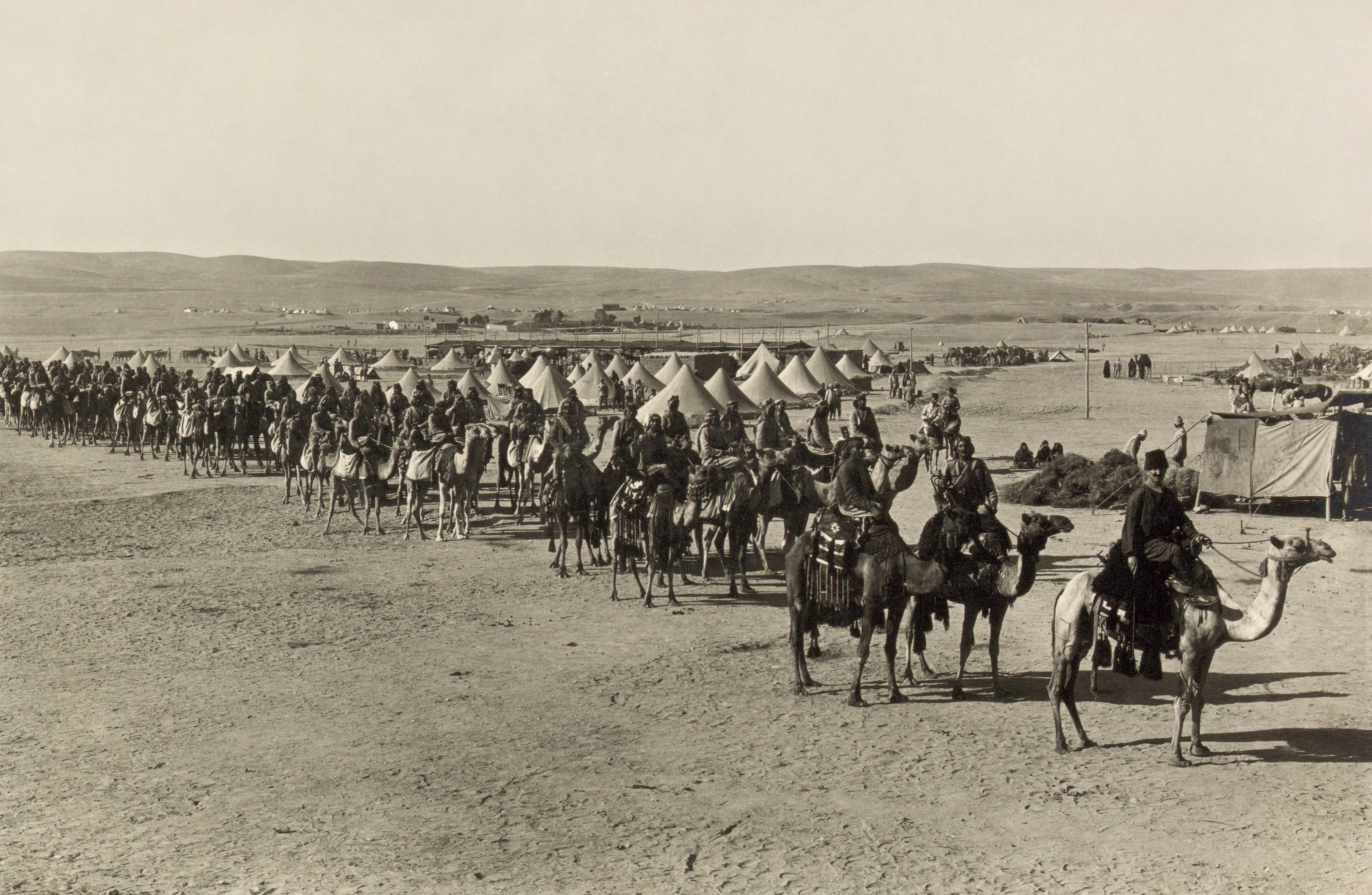
Corpo de camelos otomanos em Beersheba durante a Primeira Ofensiva de Suez da Primeira Guerra Mundial, 1915

Camelaria ou cavalaria de camelos, é uma designação genérica para as forças armadas que usam camelos como meio de transporte. Às vezes, guerreiros ou soldados desse tipo também lutavam de camelo com lanças, arcos ou rifles.
A camelaria foi um elemento comum na guerra do deserto ao longo da história no Médio Oriente, em parte devido ao alto nível de adaptabilidade do animal. Eles forneceram um elemento móvel mais adequado para trabalhar e sobreviver em um ambiente árido e sem água do que os cavalos da cavalaria convencional. O cheiro do camelo, segundo Heródoto, alarmou e desorientou os cavalos, tornando os camelos uma arma eficaz contra a cavalaria quando empregados pelos persas aquemênidas na Batalha de Timbra.

## História antiga

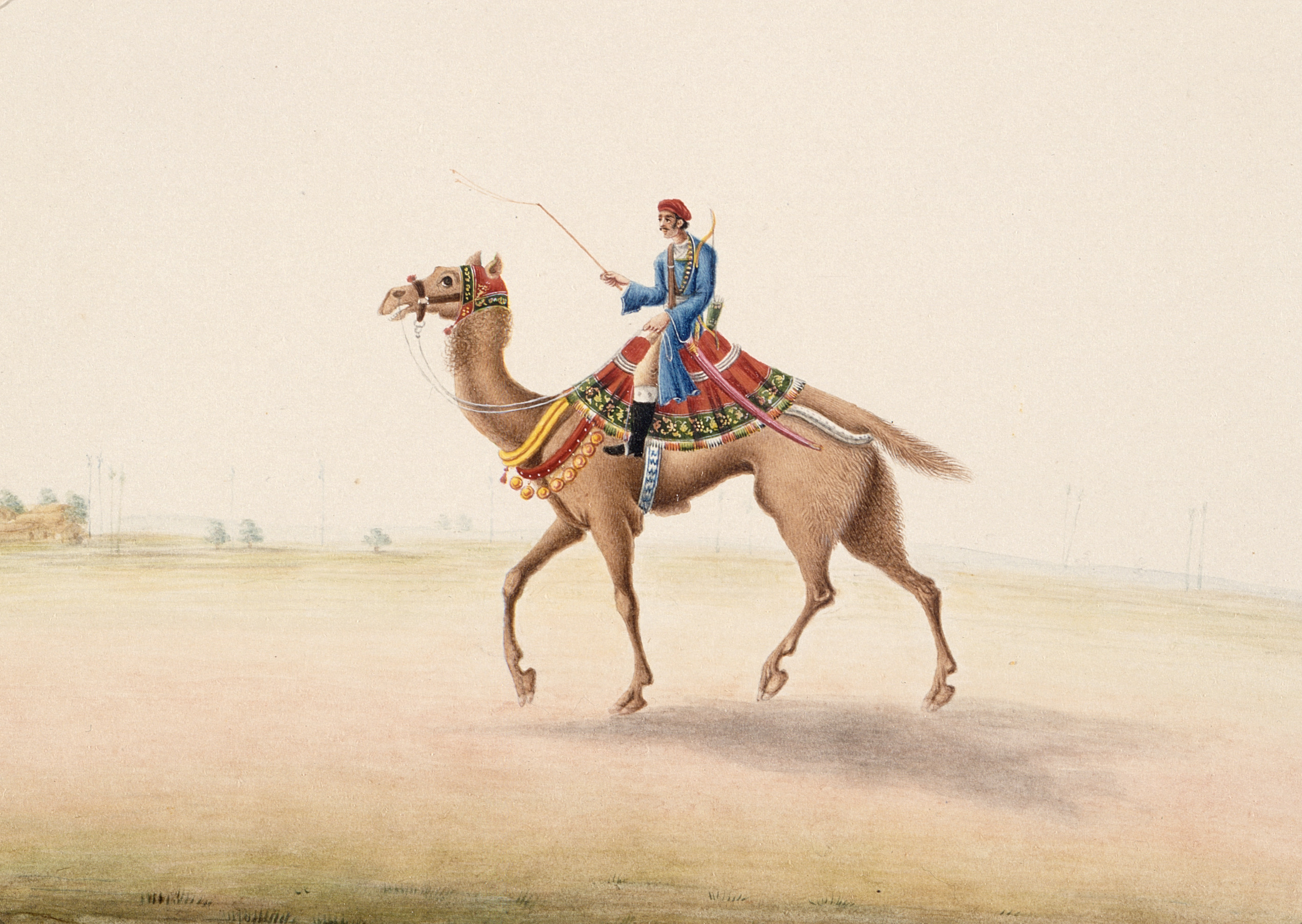
Um cameleiro Purbiya em Bihar, Índia em 1825

O primeiro uso registado do camelo como animal militar foi pelo rei árabe Gindibu, que se afirma ter empregado até 1000 camelos na Batalha de Qarqar em 853 a.C. Um exemplo posterior ocorreu na Batalha de Timbra em 547 aC, travada entre Ciro, o Grande da Pérsia e Creso da Lídia. De acordo com Xenofonte, a cavalaria de Ciro estava em desvantagem de seis para um. Agindo de acordo com a informação de um de seus generais de que os cavalos lídios evitavam os camelos, Ciro formou os camelos de seu trem de bagagem em um corpo de camelos ad hoc com cavaleiros armados substituindo os pacotes. Embora não fosse tecnicamente empregado como cavalaria, o cheiro e a aparência dos camelos foram cruciais para colocar em pânico as montarias da cavalaria lídio e virar a batalha a favor de Ciro.
Mais de sessenta anos depois, o rei persa Xerxes I recrutou um grande número de mercenários árabes para seu enorme exército durante a Segunda invasão persa da Grécia, todos equipados com arcos e montados em camelos. Heródoto observou que o camelo árabe, incluindo uma força maciça de cocheiros líbios, contava com até vinte mil homens em força total. Empregados contra as tribos nômades da Arábia e da Síria, os mercenários montados em camelos no serviço persa lutavam como arqueiros escaramuçantes, às vezes montando dois em um camelo.
De acordo com Herodiano, o rei parta Artabano IV empregou uma unidade composta por soldados fortemente blindados, equipados com lanças ( kontos) e montados em camelos.
O Império Romano usou cavaleiros de camelos recrutados localmente ao longo da fronteira árabe durante o século II. A primeira delas foi a Ala I Ulpia Dromoedariorum Palmyrenorum, recrutada de Palmira sob o imperador Trajano. Tropas árabes de camelos ou dromedário foram empregadas durante o final do Império Romano para escolta, policiamento do deserto e tarefas de reconhecimento.
Os romanos introduziram camelos em algumas de suas unidades militares do norte da África sob o imperador Adriano, durante o século II. [ carece de fontes ] Tropas de camelos ou dromedarii foram usadas durante o Império Romano tardio.

## Período pré-islâmico e conquistas islâmicas
O camelo foi usado como montaria militar por civilizações pré-islâmicas na Península Arábica. Já no século I d.C, os exércitos nabateus e palmirenos empregavam infantaria montada em camelos e arqueiros recrutados de tribos nômades de origem árabe. Normalmente, essas tropas desmontavam e lutavam a pé, e não de camelo. Uso extensivo foi feito de camelos durante as campanhas iniciais de Maomé e seus seguidores. Posteriormente, os árabes usaram infantaria montada em camelos para superar seus inimigos sassânidas e bizantinos durante as conquistas muçulmanas.

## Era moderna

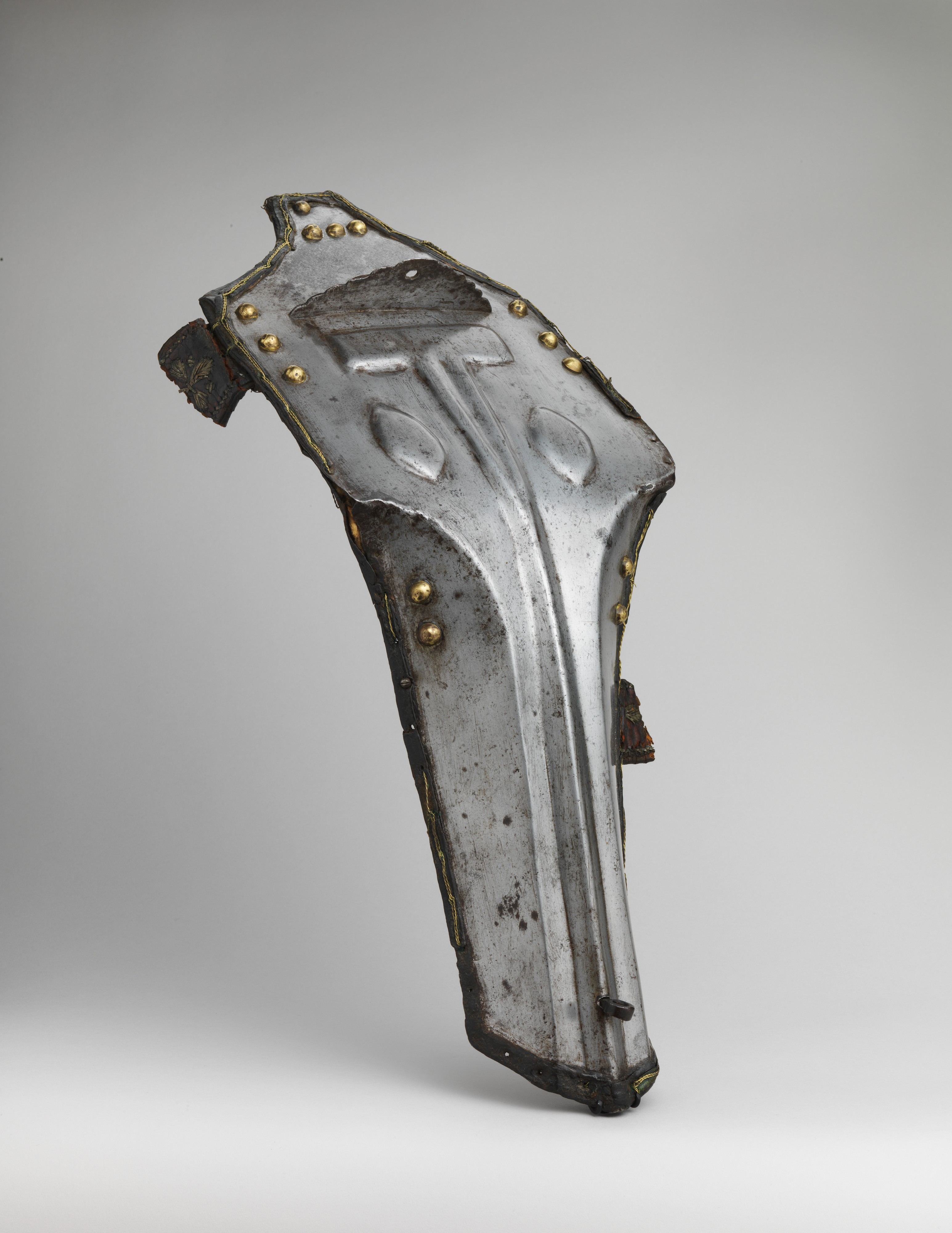
Shaffron (defesa de cabeça) para um camelo (Turquia, possivelmente do século XVII)

Napoleão empregou um corpo de camelos para sua campanha francesa no Egito e na Síria. Durante o final do século 19 e grande parte do século 20, as tropas de camelos foram usadas para policiamento do deserto e trabalho de patrulha nos exércitos coloniais britânicos, franceses, alemães, espanhóis e italianos.

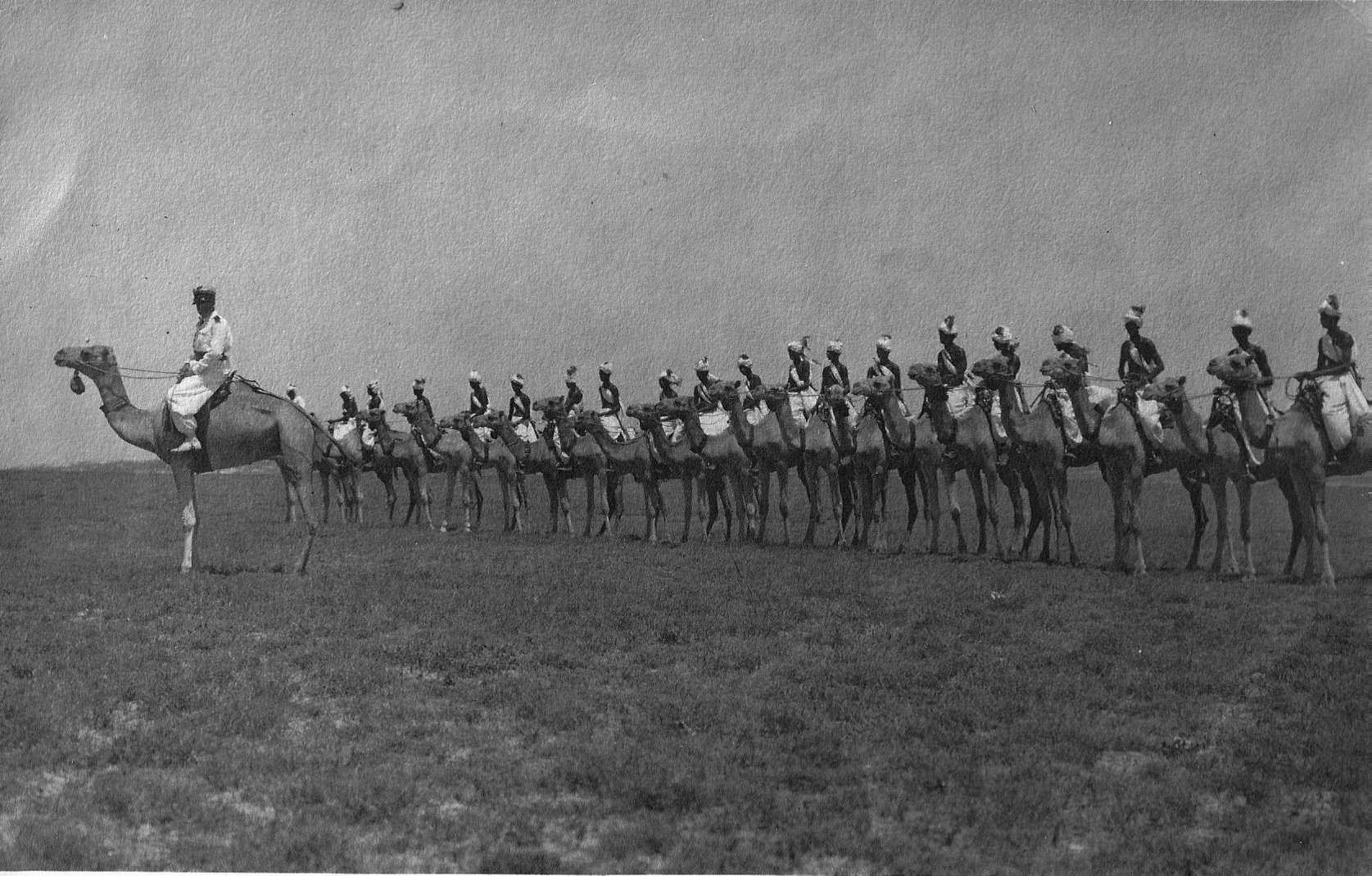
Dubats italianos na Somália na década de 1930

Descendentes de tais unidades ainda fazem parte dos modernos exércitos marroquinos, egípcios e paramilitares indianos.
O Corpo de Camelos Egípcios, de oficiais britânicos, desempenhou um papel significativo na Batalha de Omdurman de 1898; uma das poucas ocasiões durante este período em que esta classe de tropas montadas participou em números substanciais em uma batalha de peças prontas. O Exército Otomano manteve companhias de camelos como parte de seu Corpo do Iêmen e do Hejaz, tanto antes quanto durante a Primeira Guerra Mundial.
Os italianos usaram tropas de camelos Dubat em sua Somália Italiana, principalmente para patrulha de fronteira durante as décadas de 1920 e 1930. Esses Dubats participaram da conquista italiana do Ogaden etíope em 1935-1936 durante a Segunda Guerra Ítalo-Etíope.
As autoridades coloniais no Marrocos espanhol usaram tropas de camelos recrutadas localmente em sua parte norte do Marrocos, principalmente para o trabalho de patrulha de fronteira da década de 1930 até 1956. Fazendo parte das Tropas Nomades del Sahara, essas unidades montadas em camelos tiveram um papel local limitado na Guerra Civil Espanhola durante 1936-1939.;
Camelos ainda são usados pela Patrulha do Deserto da Jordânia.
O Corpo de Camelos Bikaner da Força de Segurança de Fronteiras paramilitar da Índia também mantém camelos e os usa para patrulhar as fronteiras.

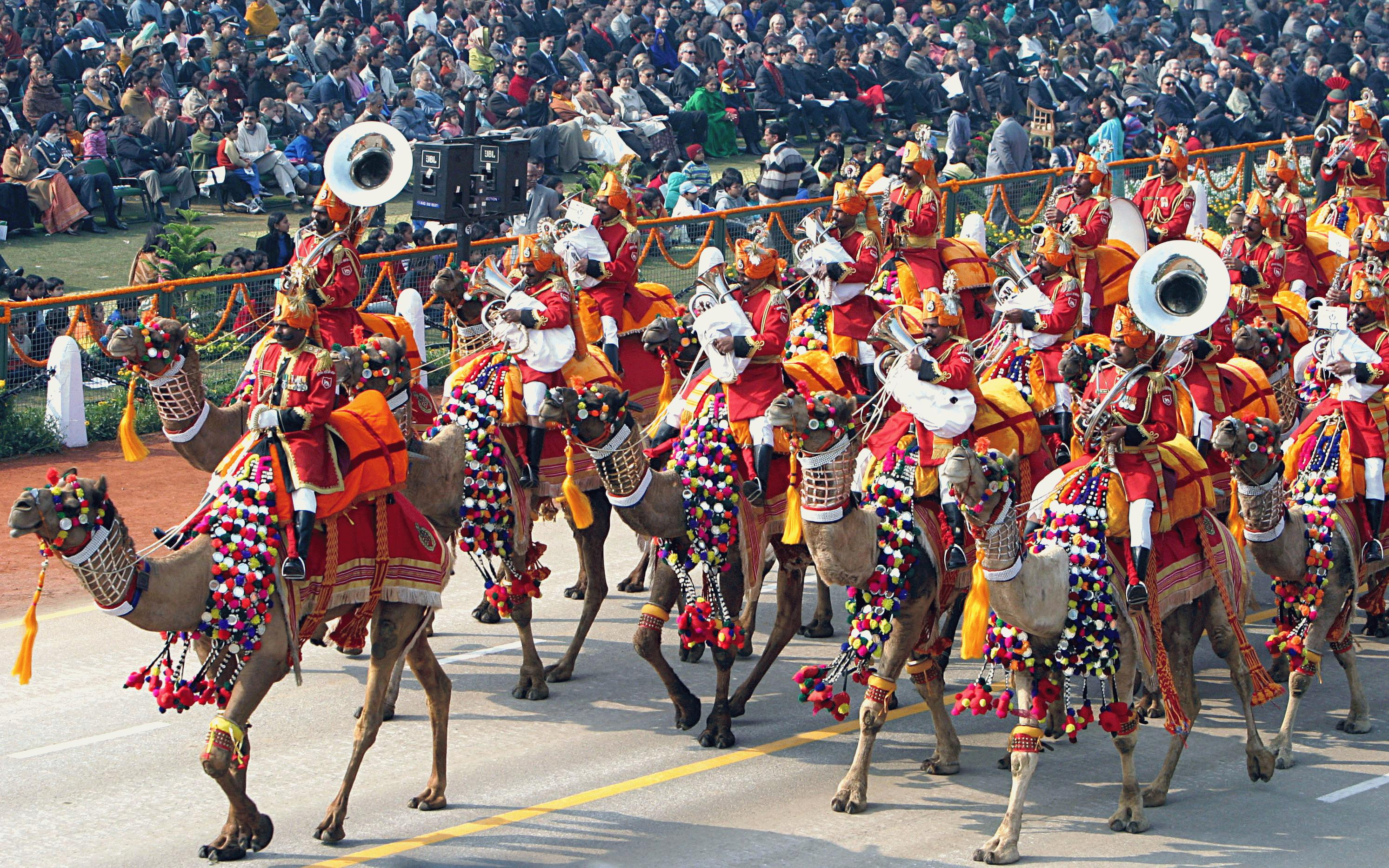
Contingente de camelos da Força de Segurança de Fronteiras da Índia durante o desfile anual do Dia da República.

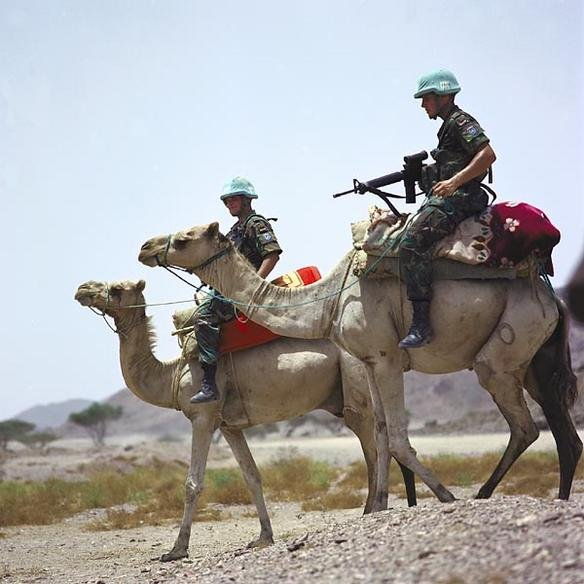
Em tarefas de reconhecimento, os camelos ainda podem ser usados. Aqui, a Missão das Nações Unidas na Etiópia e as forças de paz da Eritreia em patrulha na Eritreia.